# Veunza
Il monte Veunza (in sloveno Vevnica) con 2.340 m s.l.m. è una cima della Catena Mangart-Jalovec.